# Sammy Leung
Sammy Leung Chi-Kin (cinese tradizionale: 梁志健; pinyin: sēn mĕi; Hong Kong, 3 dicembre 1973) è un cantante, attore e disc jockey cinese di Hong Kong.
Il 4 dicembre 2008, all'età di 35 anni, ha dichiarato nel suo programma radiofonico alla frequenza FM 903 (架勢堂) di aver cambiato la sua età di 10 anni, dicendo di averne 25 e di essere nato, quindi, nel 1983.

## Biografia e carriera
Sammy Leung tentò di dare inizio alla sua carriera di DJ per la Commercial Radio durante gli anni scolastici, mentre frequentava il New Asia College della Chinese University of Hong Kong, tuttavia fu assunto solo part-time. Inizialmente prese il nome d'arte di Kelvin, che successivamente cambiò con il proprio nome traslitterato in inglese, Sammy (森美).
Pochi anni dopo l'inizio della sua carriera da DJ, fu accompagnato alla conduzione di programmi radiofonici da Kitty Yuen Pui Yi, conosciuta anche con i nomi di Yuen Siu Yi e  Siu Yi. Uno dei loro programmi più conosciuti si chiama Sammy Moving, al quale partecipano anche altre personalità radiofoniche quali Leo Chim, Ah So, Marco e, solo ultimamente, Seven Luk (Chan Keung).
Attualmente, Sammy conduce anche un programma televisivo insieme all'attrice e cantante Miriam Yeung, Minutes to Fame (stagione 3).

Nel 2007, Leung ha recitato anche in un film insieme a Monie Tung, Breeze of July, lungometraggio di apertura all'Hong Kong Asian Film Festival dello stesso anno.

L'anno successivo, Sammy ha condotto un talk show ideato da lui stesso, intitolato The Show Must Go Wrong, registrato alla "Star Hall" dell'Hong Kong International Trade and Exhibition Centre. Nello stesso anno ha partecipato a diversi spot pubblicitari, diventando sponsor e portavoce del prodotto per capelli "Vita Hair", della marca Vita Green.

## Controversia radiofonica del 2006
Nel 2006, Sammy fu ufficialmente ripreso dalla Commercial Radio Hong Kong e dallo stesso governo di Hong Kong, a causa di un sondaggio da lui organizzato su internet. Il sondaggio, dal titolo "L'artista femminile che vorresti più molestare sessualmente", destò un enorme scalpore, e come risultato la stessa stazione radiofonica ricevette una multa molto salata. Sammy fu sospeso dal suo lavoro per due mesi, durante i quali non avrebbe potuto accettare nessun lavoro retribuito, ma avrebbe dovuto frequentare dei corsi obbligatori sull'etica dei mass media. Inoltre, gli fu revocato anche il ruolo di conduttore televisivo del quiz 16/16 del canale TVB.
Paradossalmente, alla fine del periodo sanzionatorio, la popolarità di Leung crebbe ulteriormente, e gli fu dedicato anche uno spettacolo teatrale intitolato Big Nose.